# Land Art

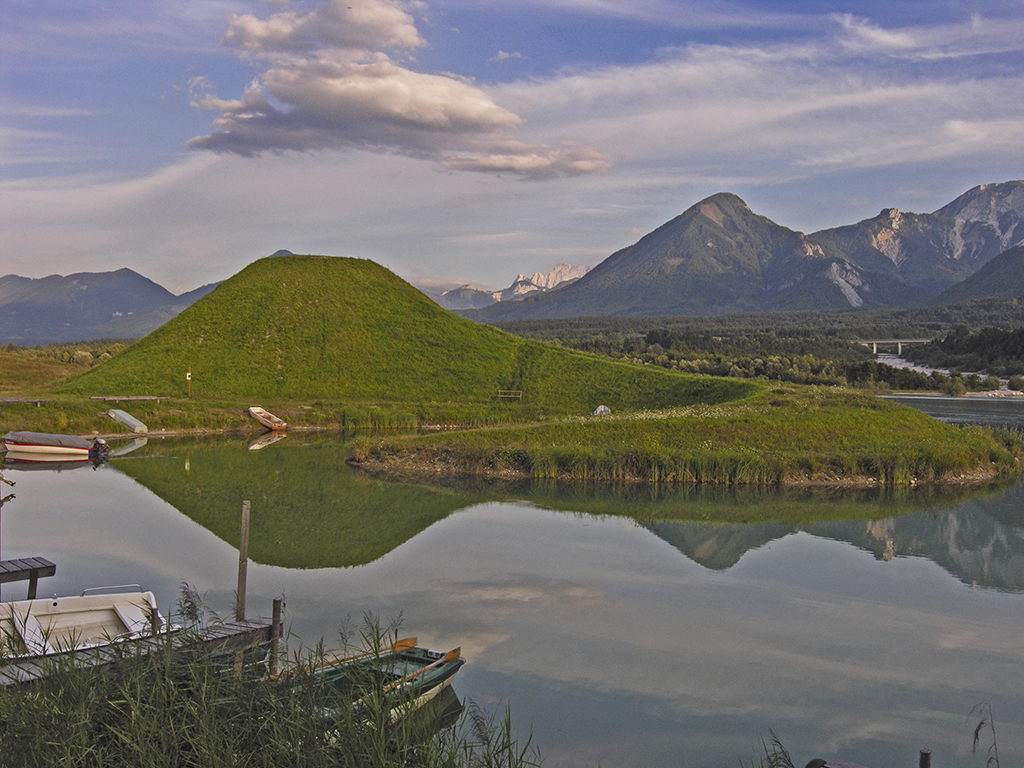
Land Art, Projekt Zikkurat von Ed und Tomas Hoke sowie Armin Guerino im Kärntner Rosental

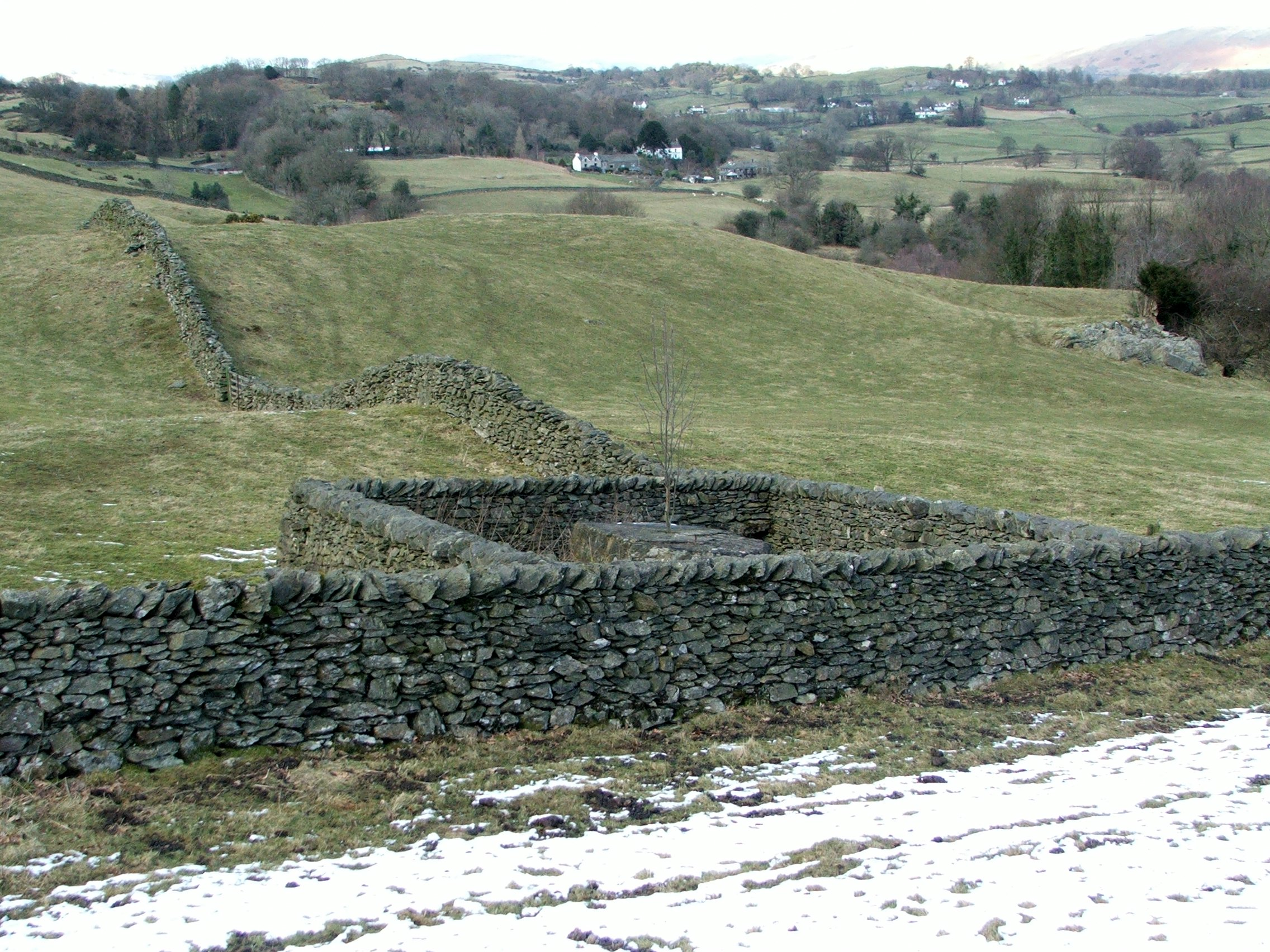
Andy Goldsworthys Sheepfold, Lake District, England

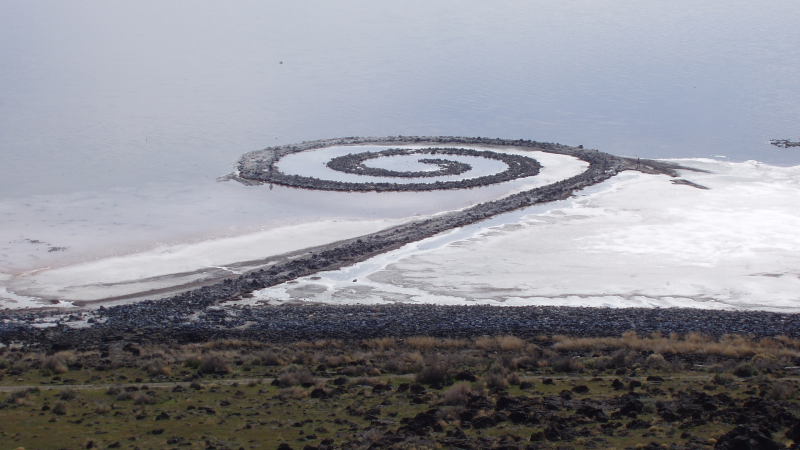
Robert Smithson: Spiral Jetty

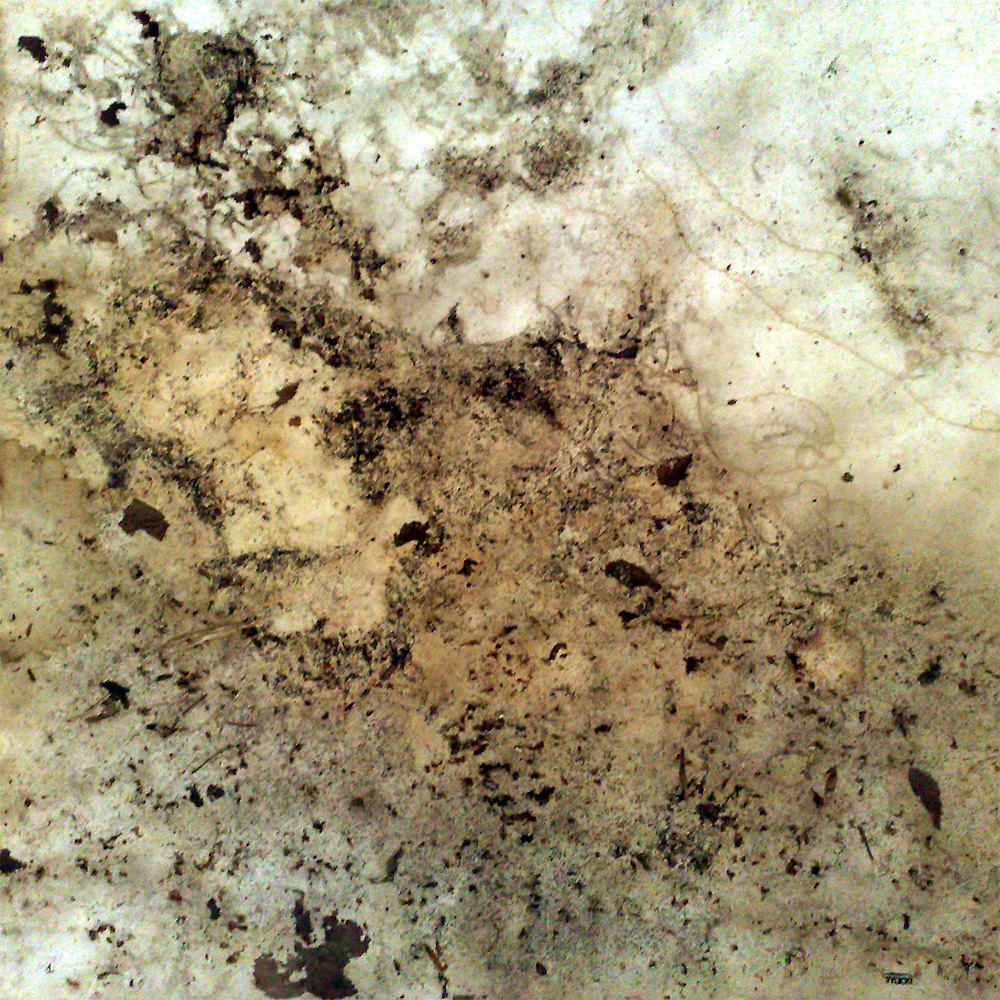
Jacek Tylicki: Nature Nr. 1, (von der Natur geschaffen), 4 Tage auf der Wiese in den Wald, südlich von Lund, Schweden, Aquarellpapier, 46 cm × 46 cm. 16.07 – 20.07 1973

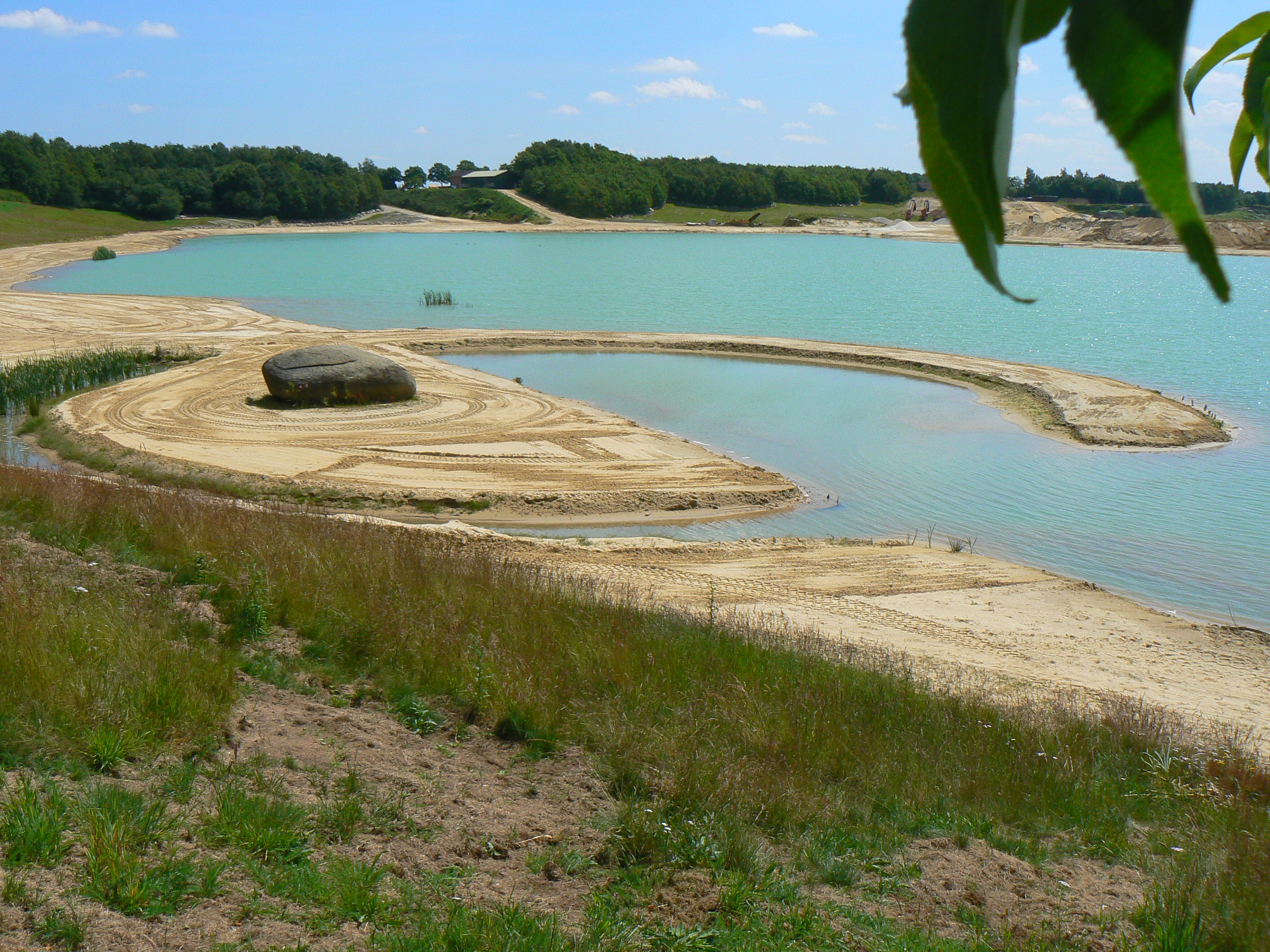
Robert Smithson: Broken Circle and Spiral Hill, Emmen, Niederlande

FlugRost: Malerei und Installation, transportable LandArt

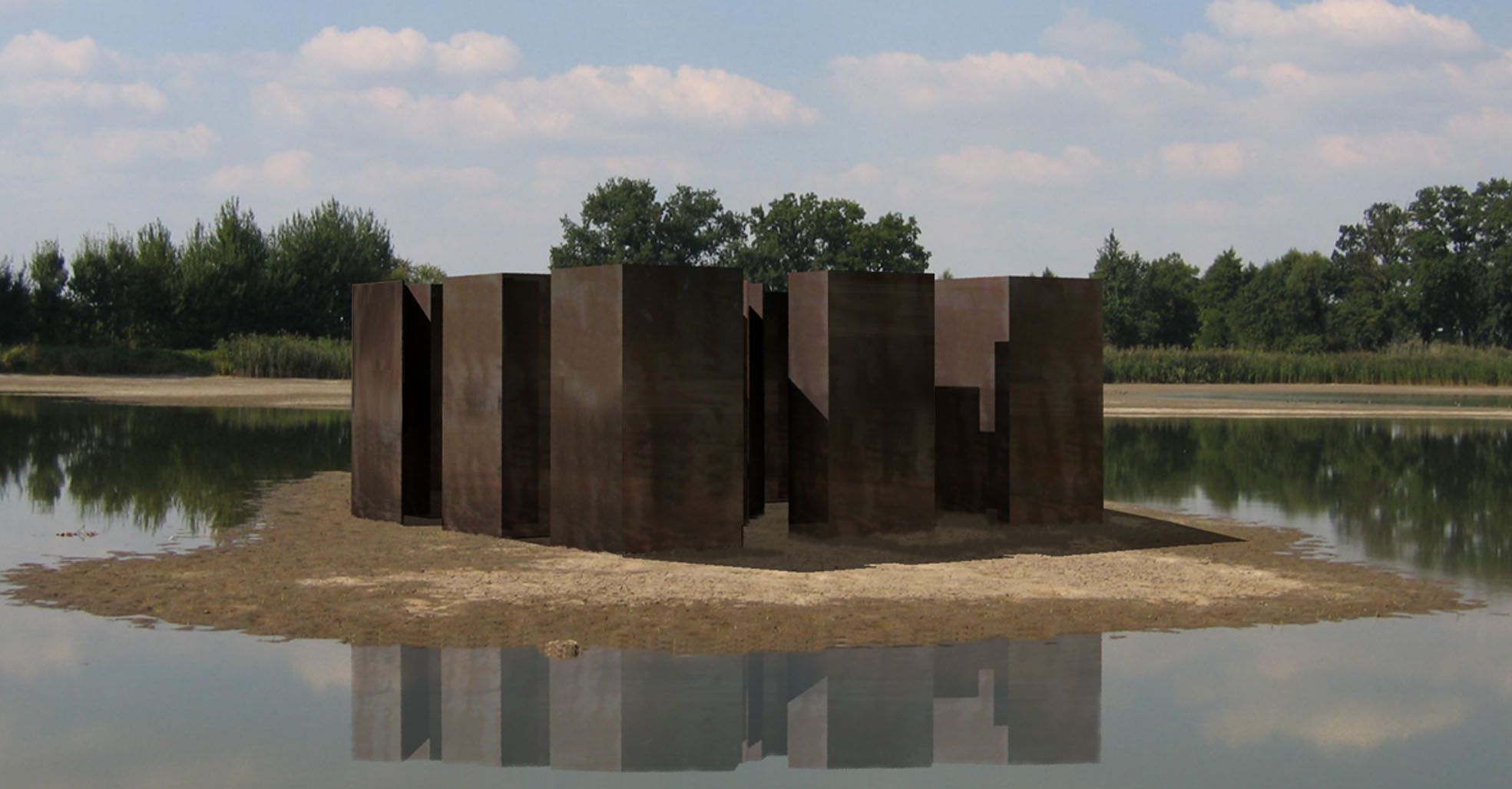
Kurt Fleckenstein, See bei Milicz

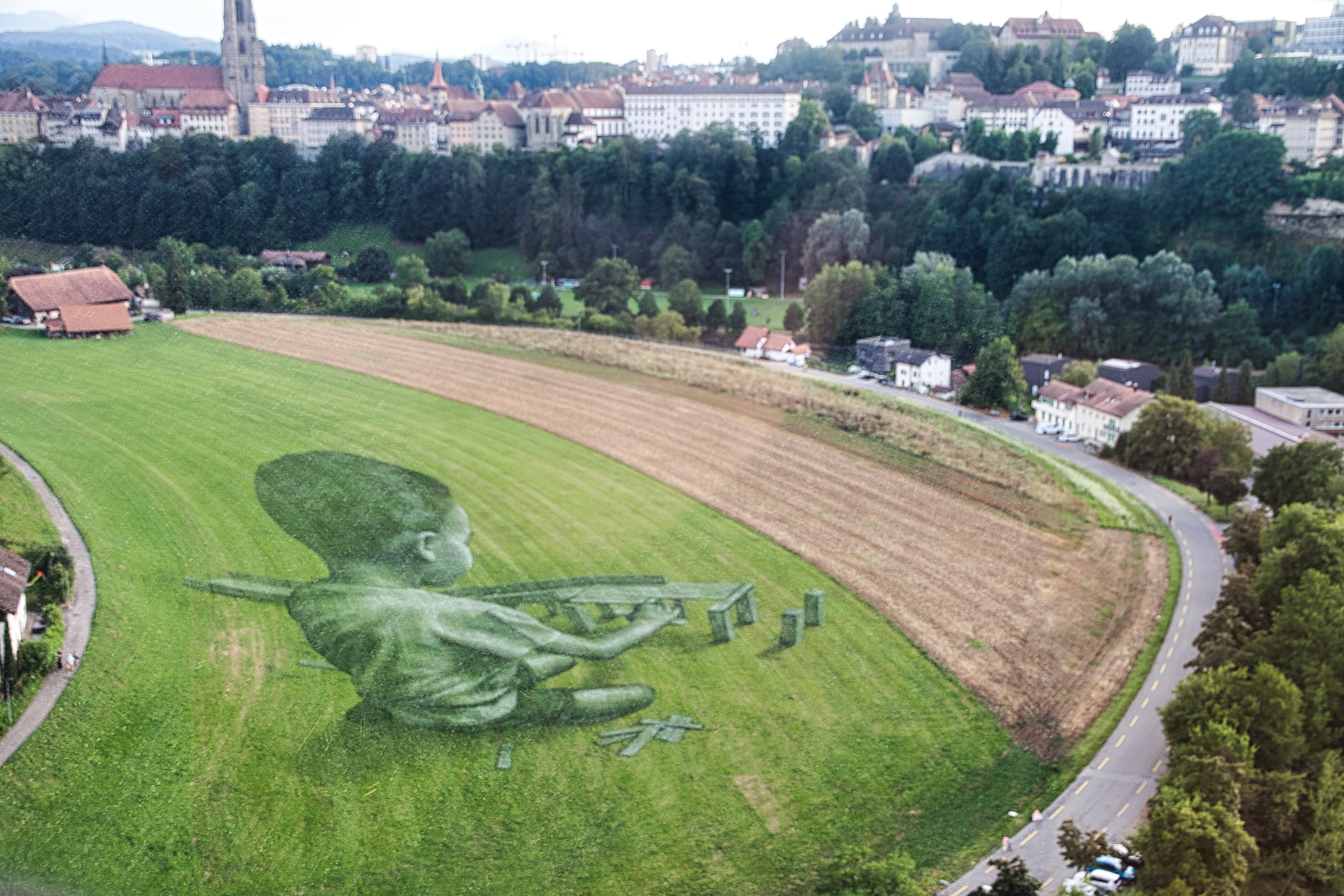
Bridges, vergängliches Werk aus ökologisch abbaubarer Farbe von SAYPE in Freiburg, Schweiz

Land Art (so auch im Deutschen gebräuchlich) ist eine Ende der 1960er Jahre in den USA entstandene, 1968 im Rahmen einer Ausstellung in der Galerie von Virginia Dwan in New York erstmals als „Earth Works“ bezeichnete Kunstströmung der bildenden Kunst. Die vor allem in Deutschland gängige Bezeichnung „Land Art“ wurde 1969 von dem deutschen Filmemacher und Fernsehgaleristen Gerry Schum in seiner ersten Fernsehausstellung Land Art (Ausstrahlung am 15. April 1969 im SFB) geprägt.

## Merkmale und Entwicklung
Prägendes Merkmal der Land Art ist der gestalterische, bevorzugt minimalistische und oft radikale Eingriff in eine Landschaft zur Schaffung eines dreidimensionalen, stets ortsspezifischen und häufig vergänglichen Kunstwerkes, das das unmittelbare Erleben von Landschaft und Umwelt verändert und eine intensivierte Raumwahrnehmung provoziert. Dabei konzentrieren sich die Künstler der Land Art nicht auf eine bestimmte Größenordnung oder Methode. Sie arbeiten vielmehr mit Räumen in unterschiedlichen Maßstäben, oft mit vorgefundenen Naturmaterialien aber auch mit künstlichen Materialien wie Beton, wenn es der künstlerische Entwurf erfordert.
Die Land Art entstand in den 1960er-Jahren in den USA und gehörte gemeinsam mit dem Minimalismus zu den radikalsten künstlerischen Konzepten jener Zeit. Im Unterschied zum Minimalismus, der um Objektivität bemüht war und hauptsächlich im Kontext der Galerien und Museen zu finden war, wurde die Land Art durch eine romantische, aber auch durch eine explizit gesellschaftskritische Komponente gekennzeichnet. Dem Besitzbürgertum, das die Werke der bildenden Kunst nur noch als Spekulationsobjekte betrachtete, wollte man kein neues Konsumgut liefern. Deshalb schuf man Werke, die in keiner Galerie ausgestellt werden konnten, also weder transportabel, käuflich noch dauerhaft waren. Die Kunstwerke wurden nicht wie Objekte in die Landschaft gestellt, die die Landschaft einfach als attraktiven Hintergrund nutzen, sondern wurden selbst zur Landschaft. Erste Werke entstanden ab 1965 durch Alan Sonfist, Robert Smithson, Herbert Bayer und andere Künstler in den USA, die allerdings Ende der 1960er Jahre jegliche Klassifizierung strikt ablehnten und oft parallel in mehreren Kunstrichtungen arbeiteten.
Später entstanden auch künstlerische Großprojekte, die auf Dauer angelegt und über Jahrzehnte erbaut wurden. James Turrell baut seit 1974 in Arizona an seinem Roden Crater, Charles Ross errichtet in New Mexico seit 1971 seine Star Axis. Nancy Holt hat in Utah Sun Tunnels angelegt. Alle drei Projekte beziehen die Erfahrung von Landschaft mit allen Sinnen in das Werk ein.
Besonders eindrucksvoll dokumentiert sich der radikale Ansatz im Werk Double Negative von Michael Heizer, einem der jungen Pioniere dieser Kunsttendenz, aus dem Jahr 1969: Mit Planierraupen und Dynamit wurden zwei 9 Meter breite und 15 Meter tiefe exakt lineare Einschnitte mit einer Gesamtlänge von mehr als 450 Metern in die Erosionskante der wüstenartigen Hochebene Mormon Mesa bei Las Vegas getrieben. 240.000 Tonnen Gestein mussten bewegt werden, um einen enormen Raum zu schaffen. Die „negative“ Skulptur betrachtet man nicht wie gewohnt nur von außen, sondern erlebt sie in der Begehung und erfährt sie als meditativen Raum. Bedingt durch die natürliche Erosion verfällt die Skulptur mit der Zeit, ein dynamischer Prozess, den Michael Heizer bewusst in sein Werk miteinbezog.
Heute wird die Bezeichnung „Land Art“ in sehr verallgemeinernder Weise und häufig aus werbestrategischen Gründen auf jede beliebige Art von Natur-Kunst oder Kunst in der Landschaft angewendet, obwohl aus kunsttheoretischer Sicht keinerlei konzeptionelle Beziehung zur ursprünglichen Land Art der 1960er Jahre (siehe oben) gegeben ist. Natur und Landschaft wurden ursprünglich als Medien künstlerischer Gestaltung und nicht als dekorative Bildhintergründe genutzt. Die Dokumentation erfolgte oftmals wegen der großen Ausdehnung der Kunstwerke, ihrer Vergänglichkeit und der angestrebten Wirkung durch Luftaufnahmen, ist aber nicht, wie häufig missverstanden, zwangsläufig Teil der Arbeit, im Gegenteil: Zu Beginn gestatteten die Land-Art-Künstler wie Walter De Maria keinerlei fotografische oder filmische Dokumentation, um die Vermarktung zu verhindern. Es gab durchaus auch kleine Land-Art-Kunstwerke, zum Beispiel Matchdrop von Michael Heizer. Die Ausmaße waren nicht immer entscheidend, allein der landschaftliche Bezug und die minimalistisch angelegte Konzeption waren von Belang. Gegenwärtig ist die Land Art zum Beispiel in der Architektur und in der Landschaftsarchitektur eine wichtige Inspirationsquelle.

## Abgrenzung zur Natur-Kunst
Mit den Intentionen der später aufkeimenden Ökologiebewegung hatten die Land-Art-Künstler nicht das Geringste im Sinn. „Es geht um Kunst, nicht um Landschaft“, betonte Michael Heizer ausdrücklich und widersetzte sich damit allen Versuchen, die Land Art als ökologische Landschaftskunst zu interpretieren. Erst die europäische Natur-Kunst, die zu Beginn der siebziger Jahre mit dem zunehmenden Umweltbewusstsein entstand, orientierte sich stark an ökologischen Grundgedanken. Viele künstlerische Interventionen, die heute sehr verallgemeinernd als „Land Art“ bezeichnet werden, unterscheiden sich grundsätzlich von den ursprünglichen Ansätzen der amerikanischen Avantgardekunst der 1960er Jahre und sind treffender als „Natur-Kunst“ oder „Environmental Art“ zu bezeichnen. Anders als bei der Land Art steht beispielsweise die gesellschafts- und kunstkritische Komponente nicht mehr im Mittelpunkt des Interesses. Es geht der Mehrzahl der Natur-Künstler weniger um provozierende, radikale Gesten in der Landschaft als vielmehr um feinfühlige, häufig dekorative Setzungen von vergänglichen Objekten in die Natur. Oft verändern Witterung und Wachstum der verwendeten Materialien das Kunstwerk. So entstehen Dynamik und Prozesshaftigkeit. Daher ist die Dokumentation, vor allem die fotografische, wichtig. Künstler wie Nils-Udo, Andy Goldsworthy oder David Nash gelten als wichtige Vertreter der Natur-Kunst und weisen immer wieder darauf hin, dass ihre Arbeiten nicht zur Land Art zählen.

## Filme über Land Art
- 2015: Troublemakers. The Story of Land Art. Dokumentarfilm von James Crump, 72 Minuten[6]
- 2018: Art Trip: Utah. Dokumentarvideo von PBS Digital Studios, 12 Minuten[7]

## Liste der Künstler der Land Art
- Liste von Künstlern der „Land Art“ und „Natur-Kunst“